# Bingo Smith
Robert Smith, detto Bingo (Memphis, 26 febbraio 1946 – 26 ottobre 2023), è stato un cestista statunitense, professionista nella NBA.

## Carriera
Venne selezionato dai San Diego Rockets al primo giro del Draft NBA 1969 (6ª scelta assoluta).